# محمدعلی باشه‌آهنگر
محمدعلی باشه‌آهنگر (متولد ۵ فروردین ۱۳۴۱ در دزفول) از کارگردانان ایرانی است. او دانش‌آموختهٔ رشته سینما (گرایش کارگردانی) از دانشکده سینما و تئاتر دانشگاه هنر است. وی فعالیت‌های هنری خود را با ساخت و بازی در چند نمایش آغاز کرد. فعالیت‌های هنری وی شامل نویسندگی و کارگردانی چندین فیلم کوتاه، مستند، سریال تلویزیونی و چند فیلم سینمایی است.وی در چهل و یکمین جشنواره بین المللی فیلم فجر برنده سیمرغ بلورین بهترین کارگردانی برای ساخت فیلم سینما مترو پل شد او پیش تر نیز در شانزدهمین جشن خانهٔ سینما، فیلم ملکه برندهٔ ده تندیس، از جمله بهترین فیلم، بهترین بازیگر مرد، بهترین کارگردانی، بهترین فیلم‌برداری و بهترین تدوین شد.

## فیلم‌شناسی

### فیلم‌های سینمایی
- سینما متروپل (۱۴۰۱)
- سرو زیر آب (۱۳۹۶)
- ملکه (۱۳۹۰)
- بیداری رؤیاها (۱۳۸۸)
- فرزند خاک (۱۳۸۶)
- نبات داغ (۱۳۸۱)
- نیمه گمشده (۱۳۷۸)

### مجموعه‌های تلویزیونی
- بعد از آزادی (۱۴۰۰)
- تا صبح (۱۳۸۵)
- نیمه گمشده (۱۳۷۸)